# چوونت (دهانه)
چوونت یک دهانه برخوردی در ماه‌ است.

## دهانه‌های اقماری
این دهانه ۱۰ دهانه اقماری دارد.
| Chauvenet | عرض جغرافیایی | طول جغرافیایی | قطر          |
| --------- | ------------- | ------------- | ------------ |
| C         | ۱۰.۴° S       | ۱۳۸.۰° E      | ۴۸.۰ کیلومتر |
| E         | ۱۱.۴° S       | ۱۴۰.۷° E      | ۲۷.۰ کیلومتر |
| D         | ۱۰.۶° S       | ۱۳۹.۷° E      | ۱۴.۰ کیلومتر |
| G         | ۱۲.۷° S       | ۱۴۱.۰° E      | ۲۶.۰ کیلومتر |
| J         | ۱۳.۹° S       | ۱۳۹.۳° E      | ۷۷.۰ کیلومتر |
| L         | ۱۳.۳° S       | ۱۳۷.۵° E      | ۱۰.۰ کیلومتر |
| Q         | ۱۳.۳° S       | ۱۳۵.۴° E      | ۴۲.۰ کیلومتر |
| P         | ۱۴.۵° S       | ۱۳۵.۸° E      | ۱۲.۰ کیلومتر |
| S         | ۱۲.۳° S       | ۱۳۴.۴° E      | ۳۸.۰ کیلومتر |
| U         | ۱۱.۰° S       | ۱۳۵.۲° E      | ۱۱.۰ کیلومتر |